# Big Thunder Mountain Railroad
Big Thunder Mountain Railroad — серия комиксов, состоящая из 5 выпусков, которую в 2015 году издавала компания Marvel Comics.

## Синопсис
Действие происходит на Диком Западе. Эбигейл Буллион решает ограбить шахту своего отца Барнабаса, притворившись бандитом в маске.

### Выпуски
| № | Дата выхода    | Оценка на Comic Book Roundup   |
| - | -------------- | ------------------------------ |
| 1 | 25 марта 2015  | 7,4 из 10 на основе 7 рецензий |
| 2 | 15 апреля 2015 | 9,2 из 10 на основе 2 рецензий |
| 3 | 27 мая 2015    | 9,5 из 10 на основе 2 рецензий |
| 4 | 17 июня 2015   | 7,8 из 10 на основе 1 рецензии |
| 5 | 5 августа 2015 | 8,8 из 10 на основе 2 рецензий |

### Сборники
| Название                      | Тип              | Дата выхода     | Собранный материал                 | Кол-во страниц | ISBN                       |
| ----------------------------- | ---------------- | --------------- | ---------------------------------- | -------------- | -------------------------- |
| Big Thunder Mountain Railroad | Твёрдый переплёт | 14 октября 2015 | Big Thunder Mountain Railroad #1-5 | 128            | 978-0785197010, 078519701X |

## Реакция

### Отзывы критиков
На сайте Comic Book Roundup серия имеет оценку 8,5 из 10 на основе 14 рецензий. Дуг Завиша из Comic Book Resources писал, что «начальная сцена знакомит читателей с поворотом событий, от которого волосы встают дыбом». Брайан Баннен из Newsarama дал первому выпуску 6 баллов из 10 и отметил, что «в комиксе есть искры оригинальности, когда Эбигейл входит в шахту и сталкивается с электронной аномалией». Тони Герреро из Comic Vine поставил дебюту 4 звезды из 5 и посчитал, что он «предлагает то, чего бы вы хотели видеть в комиксах-вестернах».

### Продажи
Ниже представлен график продаж комикса за первый месяц выпуска на территории Северной Америки.